# Lumbrineris crassidentata
Lumbrineris crassidentata är en ringmaskart som beskrevs av Fauchald 1970. Lumbrineris crassidentata ingår i släktet Lumbrineris och familjen Lumbrineridae. Inga underarter finns listade i Catalogue of Life.